# 城後駅
城後駅（ソンフえき）は朝鮮民主主義人民共和国咸鏡北道吉州郡に位置する朝鮮民主主義人民共和国鉄道省白頭山青年線の駅である。